# Storberget-Lavers naturreservat
Storberget-Lavers naturreservat är ett naturreservat i Älvsbyns kommun i Norrbottens län.
Området är naturskyddat sedan 2019 och är 0,85 kvadratkilometer stort. Reservatet omfattar toppen om områden nordos och sydväst om denna. Reservatet består av hällmarkstallskog i höga partier och granskog längre ner.